# Galab Donev
Galab Donev (en bulgare : Гълъб Донев), né le 28 février 1967 à Sofia, est un homme politique bulgare. Il est Premier ministre du 2 août 2022,, au 6 juin 2023.

## Biographie

### Étude
Il à obtenu un master en finance à l'UNWE (university of national and world economy), ainsi qu'un diplôme de droit lors de ses études à l'université "Angel Kanchev" de Ruse, il s'est ensuite spécialisé dans la gestion et les affaires.

### Ministre du Travail
Le 27 janvier 2017, il est nommé ministre du Travail dans le gouvernement Guerdjikov, formé pour organiser les élections législatives de la même année.

### Vice-Premier ministre
Sans étiquette, il devient vice-Premier ministre le 12 mai 2021, à la suite des élections législatives du mois précédent, n’ayant pu déboucher sur la formation d'une coalition.
Il est reconduit le 16 septembre 2021, après un nouveau scrutin législatif ayant abouti à la même situation,.

### Premier ministre
La coalition gouvernementale du gouvernement Petkov s'avère finalement de courte durée. Le 8 juin, Trifonov annonce en conséquence le départ d'ITN du gouvernement. Sur proposition du parti GERB, une motion de censure est mise au vote le 22 juin, et adoptée le même jour par 123 voix pour et 116 contre.
Prenant acte de l'impossibilité de former un gouvernement, le président Radev nomme le 2 août un gouvernement apolitique mené par Galab Donev, chargé d'assurer l'intérim jusqu'aux élections anticipées, convoquées pour le 2 octobre 2022,,.
Un nouvel échec des négociations à la suite des élections de 2022 conduit le président à convoquer des élections anticipées pour le 2 avril 2023 et la reconduction de Donev,.